# Lijst van weg- en veldkapellen in Baarle-Hertog
Dit is een onvolledige lijst van veldkapellen in de gemeente Baarle-Hertog. Kapelletjes komen vooral voor in katholieke gebieden van o.a. Nederland en België, en werden dikwijls gebouwd ter verering van een heilige. Ze zijn te vinden langs wegen in het buitengebied, maar komen ook voor binnen de bebouwde kom.
| Kapel                                | Adres                   | Plaats                    | Bouwperiode  | Architect | Foto |
| ------------------------------------ | ----------------------- | ------------------------- | ------------ | --------- | ---- |
| Onze-Lieve-Vrouw van de Vredekapel   | Turnhoutseweg-Oude Baan | Baarle-Hertog             | 1941 en 1954 | J. Ritzen |      |
| Mariakapel                           | Zondereigen             | Baarle-Hertog-Zondereigen | 1881         |           |      |
| Sint-Jozefkapel                      | Zondereigen             | Baarle-Hertog-Zondereigen | Ca. 1910     |           |      |
| Onze-Lieve-Vrouw van Vlaanderenkapel | Zondereigen             | Baarle-Hertog-Zondereigen | Ca. 1939     |           |      |